# Perconia respersaria
Perconia respersaria är en fjärilsart som beskrevs av Jacob Hübner 1799. Perconia respersaria ingår i släktet Perconia och familjen mätare. Inga underarter finns listade i Catalogue of Life.